# Pallavolo ai XXIV Giochi centramericani e caraibici - Torneo femminile
Il torneo femminile di pallavolo XXIV Giochi centramericani e caraibici si è svolta dal 4 all'8 luglio 2023 a San Salvador, a El Salvador, durante i XXIV Giochi centramericani e caraibici: al torneo hanno partecipato otto squadre nazionali centramericane e caraibiche e la vittoria finale è andata per l'ottava volta, la sesta consecutiva, alla Rep. Dominicana.

## Impianti
|                                                                                    |  |  |
|                                                                                    |  |  |
| Palacio Carlos Hernández Città: San Salvador Capienza: 6 000 Anno d'apertura: 1980 |  |  |

## Regolamento

### Formula
La formula ha previsto:
- Fase a gironi, disputata con gironi all'italiana: le prime due classificate di ogni girone hanno acceduto alla fase finale per il primo posto, mentre le ultime due classificate hanno acceduto alla fase finale per il quinto posto.
- Fase finale per il primo posto, disputata con semifinali, finale per il terzo posto e finale, giocate con gara unica.
- Fase finale per il quinto posto, disputata con semifinali, finale per il settimo posto e finale per il quinto posto, giocate con gara unica.

### Criteri di classifica
Se il risultato finale è stato di 3-0 sono stati assegnati 5 punti alla squadra vincente e 0 a quella sconfitta, se il risultato finale è stato di 3-1 sono stati assegnati 4 punti alla squadra vincente e 1 a quella sconfitta, se il risultato finale è stato di 3-2 sono stati assegnati 3 punti alla squadra vincente e 2 a quella sconfitta.
L'ordine del posizionamento in classifica è stato definito in base a:
- Numero di partite vinte;
- Punti;
- Ratio dei punti realizzati/subiti;
- Ratio dei set vinti/persi;
- Risultati dell'ultimo scontro diretto (fra due formazioni).
- Classifica avulsa (fra più di due formazioni).

## Squadre partecipanti
| Squadra           | Qualificazione      | Ultima partecipazione |
| ----------------- | ------------------- | --------------------- |
| Costa Rica        | -                   | Barranquilla 2018     |
| Colombia          | -                   | Barranquilla 2018     |
| Cuba              | -                   | Barranquilla 2018     |
| El Salvador       | Paese organizzatore | El Savador 2002       |
| Messico           | -                   | Barranquilla 2018     |
| Porto Rico        | -                   | Barranquilla 2018     |
| Rep. Dominicana   | -                   | Barranquilla 2018     |
| Trinidad e Tobago | -                   | Barranquilla 2018     |

## Torneo

### Fase a gironi
| Girone A        | Girone B          |
| --------------- | ----------------- |
| Costa Rica      | Colombia          |
| Messico         | Cuba              |
| Porto Rico      | El Salvador       |
| Rep. Dominicana | Trinidad e Tobago |

#### Girone A

##### Risultati
| 4 luglio 2023 Palacio Carlos Hernández, San Salvador Durata: 2h:06 - Spettatori: 900   | Porto Rico      | 3 - 1 | Messico    | 25-15, 25-20, 21-25, 25-23 |
| 4 luglio 2023 Palacio Carlos Hernández, San Salvador Durata: 1h:04 - Spettatori: 300   | Rep. Dominicana | 3 - 0 | Costa Rica | 25-7, 25-11, 25-17         |
| 5 luglio 2023 Palacio Carlos Hernández, San Salvador Durata: 1h:08 - Spettatori: 500   | Porto Rico      | 3 - 0 | Costa Rica | 25-13, 25-13, 25-9         |
| 5 luglio 2023 Palacio Carlos Hernández, San Salvador Durata: 1h:24 - Spettatori: 800   | Rep. Dominicana | 3 - 0 | Messico    | 25-23, 25-19, 25-17        |
| 6 luglio 2023 Palacio Carlos Hernández, San Salvador Durata: 1h:12 - Spettatori: 300   | Messico         | 3 - 0 | Costa Rica | 25-11, 25-16, 25-13        |
| 6 luglio 2023 Palacio Carlos Hernández, San Salvador Durata: 1h:51 - Spettatori: 1 600 | Rep. Dominicana | 3 - 1 | Porto Rico | 25-19, 25-16, 22-25, 25-21 |

##### Classifica
| Pos. | Squadra         | Pt | G | V | P | SV | SP | Ratio | PF  | PS  | Ratio |
| ---- | --------------- | -- | - | - | - | -- | -- | ----- | --- | --- | ----- |
| 1.   | Rep. Dominicana | 14 | 3 | 3 | 0 | 9  | 1  | 9,000 | 247 | 171 | 1,444 |
| 2.   | Porto Rico      | 10 | 3 | 2 | 1 | 7  | 4  | 1,750 | 252 | 215 | 1,172 |
| 3.   | Messico         | 6  | 3 | 1 | 2 | 4  | 6  | 0,666 | 213 | 211 | 1,009 |
| 4.   | Costa Rica      | 0  | 3 | 0 | 3 | 0  | 9  | 0,000 | 110 | 225 | 0,488 |

      Qualificata alla fase finale per il primo posto.
      Qualificata alla fase finale per il quinto posto.

#### Girone B

##### Risultati
| 4 luglio 2023 Palacio Carlos Hernández, San Salvador Durata: 1h:55 - Spettatori: 1 100 | Colombia    | 3 - 1 | Cuba              | 25-21, 25-18, 18-25, 26-24 |
| 4 luglio 2023 Palacio Carlos Hernández, San Salvador Durata: 1h:24 - Spettatori: 2 900 | El Salvador | 3 - 0 | Trinidad e Tobago | 25-17, 25-23, 25-21        |
| 5 luglio 2023 Palacio Carlos Hernández, San Salvador Durata: 0h:59 - Spettatori: 1 600 | Colombia    | 3 - 0 | Trinidad e Tobago | 25-9, 25-9, 25-6           |
| 5 luglio 2023 Palacio Carlos Hernández, San Salvador Durata: 1h:08 - Spettatori: 1 600 | El Salvador | 0 - 3 | Cuba              | 19-25, 6-25, 10-25         |
| 6 luglio 2023 Palacio Carlos Hernández, San Salvador Durata: 1h:08 - Spettatori: 500   | Cuba        | 3 - 0 | Trinidad e Tobago | 25-16, 25-17, 25-17        |
| 6 luglio 2023 Palacio Carlos Hernández, San Salvador Durata: 0h:57 - Spettatori: 3 000 | El Salvador | 0 - 3 | Colombia          | 6-25, 11-25, 5-25          |

##### Classifica
| Pos. | Squadra           | Pt | G | V | P | SV | SP | Ratio | PF  | PS  | Ratio |
| ---- | ----------------- | -- | - | - | - | -- | -- | ----- | --- | --- | ----- |
| 1.   | Colombia          | 14 | 3 | 3 | 0 | 9  | 1  | 9,000 | 244 | 134 | 1,820 |
| 2.   | Cuba              | 11 | 3 | 2 | 1 | 7  | 3  | 2,333 | 238 | 179 | 1,329 |
| 3.   | El Salvador       | 5  | 3 | 1 | 2 | 3  | 6  | 0,500 | 132 | 211 | 0,625 |
| 4.   | Trinidad e Tobago | 0  | 3 | 0 | 3 | 0  | 9  | 0,000 | 135 | 225 | 0,600 |

      Qualificata alla fase finale per il primo posto.
      Qualificata alla fase finale per il quinto posto.

### Fase finale

#### Finale 1º e 3º posto
|  | Semifinali | Semifinali      | Semifinali |            |    | Finale          | Finale          | Finale          |  |
|  |            |                 |            |            |    |                 |                 |                 |  |
|  | 1A         | Rep. Dominicana | 3          |            |    |                 |                 |                 |  |
|  | 1A         | Rep. Dominicana | 3          |            |    |                 |                 |                 |  |
|  | 2B         | Cuba            | 0          |            |    |                 |                 |                 |  |
|  | 2B         | Cuba            | 0          |            | 1A | Rep. Dominicana | 3               |                 |  |
|  |            |                 |            |            | 1A | Rep. Dominicana | 3               |                 |  |
|  |            |                 | 2A         | Porto Rico | 0  |                 |                 |                 |  |
|  | 1B         | Colombia        | 2A         | Porto Rico | 0  | 1               |                 |                 |  |
|  | 1B         | Colombia        |            |            |    | 1               |                 |                 |  |
|  | 2A         | Porto Rico      | 3          |            |    | Finale 3º posto | Finale 3º posto | Finale 3º posto |  |
|  | 2A         | Porto Rico      | 3          |            |    |                 |                 |                 |  |
|  |            |                 |            |            |    |                 |                 |                 |  |
|  |            |                 |            |            |    | 2B              | Cuba            | 3               |  |
|  |            |                 |            |            |    | 2B              | Cuba            | 3               |  |
|  |            |                 |            |            |    | 1B              | Colombia        | 0               |  |

##### Semifinali
| 7 luglio 2023 Palacio Carlos Hernández, San Salvador Durata: 1h:09 - Spettatori: 1 500 | Rep. Dominicana | 3 - 0 | Cuba       | 25-13, 25-19, 25-15       |
| 7 luglio 2023 Palacio Carlos Hernández, San Salvador Durata: 1h:48 - Spettatori: 1 500 | Colombia        | 1 - 3 | Porto Rico | 23-25, 15-25, 25-8, 18-25 |

##### Finale 3º posto
| 8 luglio 2023 Palacio Carlos Hernández, San Salvador Durata: 1h:33 - Spettatori: 3 000 | Cuba | 3 - 0 | Colombia | 25-22, 28-6, 25-22 |

##### Finale
| 8 luglio 2023 Palacio Carlos Hernández, San Salvador Durata: 1h:20 - Spettatori: 2 600 | Rep. Dominicana | 3 - 0 | Porto Rico | 25-19, 25-19, 25-16 |

#### Finale 5º e 7º posto
|  | Semifinali | Semifinali        | Semifinali |            |    | Finale 5º posto | Finale 5º posto   | Finale 5º posto |  |
|  |            |                   |            |            |    |                 |                   |                 |  |
|  | 3A         | Messico           | 3          |            |    |                 |                   |                 |  |
|  | 3A         | Messico           | 3          |            |    |                 |                   |                 |  |
|  | 4B         | Trinidad e Tobago | 0          |            |    |                 |                   |                 |  |
|  | 4B         | Trinidad e Tobago | 0          |            | 3A | Messico         | 3                 |                 |  |
|  |            |                   |            |            | 3A | Messico         | 3                 |                 |  |
|  |            |                   | 4A         | Costa Rica | 0  |                 |                   |                 |  |
|  | 3B         | El Salvador       | 4A         | Costa Rica | 0  | 0               |                   |                 |  |
|  | 3B         | El Salvador       |            |            |    | 0               |                   |                 |  |
|  | 4A         | Costa Rica        | 3          |            |    | Finale 7º posto | Finale 7º posto   | Finale 7º posto |  |
|  | 4A         | Costa Rica        | 3          |            |    |                 |                   |                 |  |
|  |            |                   |            |            |    |                 |                   |                 |  |
|  |            |                   |            |            |    | 4B              | Trinidad e Tobago | 3               |  |
|  |            |                   |            |            |    | 4B              | Trinidad e Tobago | 3               |  |
|  |            |                   |            |            |    | 3B              | El Salvador       | 1               |  |

##### Semifinali
| 7 luglio 2023 Palacio Carlos Hernández, San Salvador Durata: 1h:13 - Spettatori: 200 | Messico     | 3 - 0 | Trinidad e Tobago | 25-15, 25-18, 25-22 |
| 7 luglio 2023 Palacio Carlos Hernández, San Salvador Durata: 1h:18 - Spettatori: 700 | El Salvador | 0 - 3 | Costa Rica        | 13-25, 15-25, 14-25 |

##### Finale 7º posto
| 8 luglio 2023 Palacio Carlos Hernández, San Salvador Durata: 1h:47 - Spettatori: 150 | Trinidad e Tobago | 3 - 1 | El Salvador | 23-25, 25-17, 25-18, 25-23 |

##### Finale 5º posto
| 8 luglio 2023 Palacio Carlos Hernández, San Salvador Durata: 1h:19 - Spettatori: 500 | Messico | 3 - 0 | Costa Rica | 25-14, 25-23, 25-18 |

## Classifica finale
| Pos | Squadra           | Rosa |
| --- | ----------------- | --- |
|     | Rep. Dominicana   | Formazione: 1 Arias, 2 Rodríguez, 4 Peralta, 5 Castillo, 7 Marte, 8 Tapia, 11 Ge. González, 12 Pérez, 16 Peña, 20 B. Martínez, 21 J. Martínez, 23 Ga. González, CT: Kwiek |
|     | Porto Rico        | Formazione: 1 Fuentes, 2 Venegas, 3 Vázquez, 5 Rivera, 8 Rojas, 11 Abercrombie, 12 Ortiz, 15 Collazo, 16 Santiago, 18 Hernández, 19 Santos, 21 Victoriá, CT: Morales      |
|     | Cuba              | Formazione: 2 Madán, 3 Kindelán, 5 Martínez, 8 Pérez, 10 Miranda, 11 G. Moreno, 12 Cesé, 14 Tarín, 15 Aguilera, 18 Matienzo, 19 Suárez, 24 T. Moreno, CT: Fernández       |
| 4.  | Colombia          | Formazione: 3 Segovia, 4 Grajales, 5 Olaya, 6 Carabalí, 7 Rentería, 10 Toro, 11 Caicedo, 14 Velásquez, 15 Marín, 16 Rangel, 18 Agudelo, 19 Martínez, CT: Rizola           |
| 5.  | Messico           | Formazione: 1 Martínez, 4 Rodríguez, 5 Rangel, 6 Castro, 8 Cruz, 9 Vela, 11 Urías, 12 Landeros, 16 Parra, 19 Ramírez, 20 Topete, 25 Flores, CT: Negro                     |
| 6.  | Costa Rica        | Formazione: 1 Carazo, 3 Rojas, 5 Espinoza, 6 M.J. Castro, 8 Araya, 11 Sayles, 12 Thompson, 13 Campos, 14 Fonseca, 16 M. Cástro, 17 Alfaro, 24 Hernández, CT: Acuña        |
| 7.  | Trinidad e Tobago | Formazione: 1 Dickson, 2 Ross, 3 Thompson, 5 Chin Choy, 6 Ramey, 8 Ramdin, 9 Camps, 14 Cruickshank, 15 Cottoy, 17 Esdelle, 18 Alexis, 20 Donald, CT: Ali                  |
| 8.  | El Salvador       | Formazione: 1 Sánchez, 2 Durán, 3 Navarro, 4 Rodríguez, 6 Menjivar, 7 Funes, 8 Jiménez, 10 Chávez, 12 Flores, 15 López, 20 Olano, 22 Venegas, CT: Genova                  |

## Premi individuali
| Premio                 | Nome               | Squadra         |
| ---------------------- | ------------------ | --------------- |
| MVP                    | Jineiry Martínez   | Rep. Dominicana |
| Miglior realizzatrice  | Gaila González     | Rep. Dominicana |
| Miglior servizio       | Jocelyn Urías      | Messico         |
| Miglior ricevitrice    | Brenda Castillo    | Rep. Dominicana |
| Miglior difesa         | Juliana Toro       | Colombia        |
| Miglior palleggiatrice | Niverka Marte      | Rep. Dominicana |
| Miglior opposto        | Gaila González     | Rep. Dominicana |
| Miglior schiacciatrice | Brayelin Martínez  | Rep. Dominicana |
| Miglior schiacciatrice | Alondra Vázquez    | Porto Rico      |
| Miglior centrale       | Jineiry Martínez   | Rep. Dominicana |
| Miglior centrale       | Geraldine González | Rep. Dominicana |
| Miglior libero         | Juliana Toro       | Colombia        |